# Ахмат — сила!
«Ахмат — сила!» (також «Ахмат — сила! Аллаху Акбар!») — релігійно-політичне гасло на честь покійного президента Чечні Ахмата Кадирова, офіційний бойовий клич. Дослідники відзначають переростання гасла в рух та ідеологічний проєкт Чеченської республіки. Гасло є забороненим в Україні.

## Історія
Дослідник гасла, співробітник Техаського університету Ніколас Лазновський вважає, що гасло "Ахмат – сила!" почав оформлятися навесні 2017 року, і одним із перших його вжив співробітник МВС Чечні Замід Чалаєв, розмістивши 16 березня 2017 року посаду на честь командира СОБРу "Терек" (нині СОБР «Ахмат» Абузайда Вісмурадова. Найраніші витоки гасла в музиці, на думку дослідника, отримали відображення у пісні Тіматі "Грозний", що вийшла наприкінці 2018 року, наприкінці якої звучать слова "тепер у житті джигіт роби красиво, ти чуєш, це Кавказ, Ахмат сила!".
Лазновськи зазначає, що Кадиров асоціює бренд "Ахмат – сила!" "З найгучнішими іменами бійцівського світу і одночасно даруючи їм товари свого бренду", так було з Майком Тайсоном і Флойдом Мейвезером, які приїжджали в Грозний і висловлювали схвалення цим зустрічам.
За словами нинішнього президента Чеченської республіки у складі Росії – Рамзана Кадирова, висловленим у травні 2020 року, фраза «Ахмат – сила!» означає відданість шляху, який вказав перший президент республіки у складі Росії  – Ахмат-Хаджі Кадиров. Гасло в Чеченській республіці часто скандують чиновники, спортсмени та сам Кадиров під час масових заходів.

## Політичний аналіз
Кандидат політичних наук, старший науковий співробітник Пермського федерального дослідницького центру УРО РАН, А. В. Міхалева, згідно з текстовим аналізом повідомлень гасла робить висновок, що він містить релігійне підґрунтя. Перший президент Чеченської республіки у складі Росії - Ахмат Кадиров позиціонується "справжнім мусульманським правителем". Розуміння слогана, на думку Михалєвої, розкривається в коментарях радника глави Чечні з релігійних справ Адама Шахідова: "Лозунг "Ахмат — сила" означає, що шлях, який розпочав Ахмат Кадиров, ґрунтуючись на принципах ісламського права, він сильний шлях. Справді, цим шляхом він врятував чеченський народ від повної загибелі з волі Всевишнього!".

## В спорті
Слоган "Ахмат – сила!" є девізом бійцівського клубу «Ахмат» з Чеченської Республіки, яка згодом стала девізом не тільки бійцівського клубу, а й усіх спортсменів з різних регіонів Росії та СНД, які представляють цей клуб.

## У військовій сфері
5 березня 2022 року видання Страна.ua написало, що в Києві було побито українського боєць ММА Максима Риндовського з бійцівського клубу "Ахмат". На продемонстрованих виданням кадрах видно, що бійці ставлять Риндовському у претензію факт, «що він бухав і обіймався з тими, хто воює проти України і кричав „Ахмат сила“», на що Риндовський у відповідь вимовляє: "я такого не говорив". 14 березня Кадиров у своєму телеграм-каналі опублікував відеоматеріали, на якому кадирівці демонструють полонених українських військовослужбовців, які кричать «Ахмат — сила». 16 березня Кадиров у зверненні до співробітників СБУ та Збройних сил України сказав: "Ганьба вам, що ви б'єте спортсмена за те, що він колись сказав „Ахмат-сила“. У кожному розі та на кожній вулиці України „Ахмат-сила“ — де ви, чому біжіть".

## У міській культурі Чечні
- Фраза «Ахмат – сила!» нанесена на даху Грозненського аеропорту[10].